# Marcelino Sánchez Fernández
Marcelino Sánchez Fernández OMI (* 30. Dezember 1910 in Santa Marina del Rey; † 28. November 1936 in Paracuellos de Jarama) war ein spanischer Oblate der Makellosen Jungfrau Maria.

## Leben
Am 25. März 1928 legte er seine ersten Gelübde in der Ordensgemeinschaft der Oblaten ab. 1930 wurde er in das Studienhaus in Pozuelo versetzt, wo er 1935 seine ewigen Gelübde ablegte. Nachdem das Kloster in Pozuelo am 22. Juli 1936 im Zuge des Spanischen Bürgerkriegs von bewaffneten Milizen besetzt worden war, gehörte er zu der Gruppe der Oblaten, die am 25. Juli bereits wieder freigelassen wurden. Er wurde bald von neuem inhaftiert und am 28. November zusammen mit zwölf seiner Mitbrüder hingerichtet.
Die Seligsprechung der 22 spanischen Märtyrer der Oblaten, darunter auch Marcelino Sánchez Fernández, erfolgte am 17. Dezember 2011 in der Kathedrale von Madrid.
Die seliggesprochenen Oblaten sind: Francisco Esteban Lacal, Vicente Blanco Guadilla, José Vega Riaño, Juan Antonio Pérez Mayo, Gregorio Escobar García, Juan José Caballero Rodríguez, Justo Gil Pardo, Manuel Gutiérrez Martín, Cecilio Vega Domínguez, Publio Rodríguez Moslares, Francisco Polvorinos Gómez, Juan Pedro Cotillo Fernández, José Guerra Andrés, Justo González Llorente, Serviliano Riaño Herrero, Pascual Aláez Medina, Daniel Gómez Lucas, Clemente Rodríguez Tejerina, Justo Fernández González, Ángel Francisco Bocos Hernández, Eleuterio Prado Villarroel und Marcelino Sánchez Fernández.